# Bash Bish Falls State Park

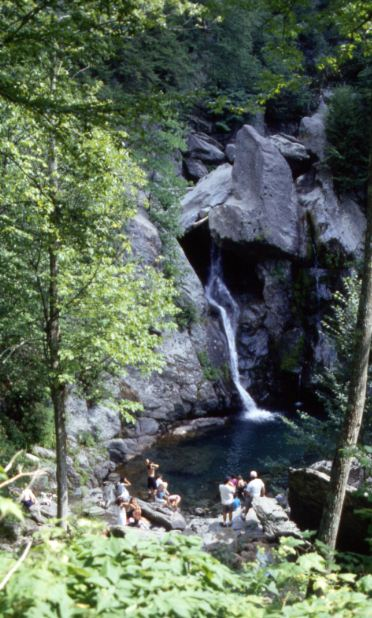
Bash Bish Falls

Bash Bish Falls State Park ist ein State Park im äußersten Südwesten des US-Bundesstaats Massachusetts in den Taconic Mountains.
In dem State Park befindet sich der namensgebende 18 m hohe Bash Bish Falls-Wasserfall, welcher sich in einen kleinen See ergießt. 
Es handelt sich bei ihm um den höchsten Wasserfall (höchster freier Fall) in Massachusetts. 
Der State Park liegt in unmittelbarer Nähe zu einer Reihe anderer Schutzgebiete: Mount Washington State Forest, Mount Everett State Forest und dem in New York gelegenen Taconic State Park.
Diese Parks bieten ein großes Wanderwegenetz, darunter den South Taconic Trail, sowie Campingplätze und Möglichkeiten, in der Wildnis zu kampieren. 